# Bathydorus spinosissimus
Bathydorus spinosissimus är en svampdjursart som beskrevs av Lendenfeld 1915. Bathydorus spinosissimus ingår i släktet Bathydorus och familjen Rossellidae.
Artens utbredningsområde är havet utanför Peru. Inga underarter finns listade i Catalogue of Life.